# Filippo Raffaelli
Filippo Raffaelli (Allerona, 26 settembre 1921 – Bologna, 31 marzo 2002) è stato un giornalista e scrittore italiano.

## Biografia
Dopo la guerra e la laurea in giurisprudenza, spinto da Barzini ("una scuola come non ce ne sono più", amava ripetere Filippo) esordisce nel giornalismo al Popolo. Accanto a lui, come collega, lavora il giovanissimo Giulio Andreotti. Passato al Momento e, successivamente, al Momento Sera si caratterizza subito per uno stile di scrittura sintetico e brillante.
Nel 1948 sposa Ornella Geraldini, una delle pioniere della stampa femminile d'Italia (alla sua memoria è intitolato il premio nazionale Ornella Geraldini-Donne per il giornalismo). A metà degli anni cinquanta si trasferisce a Milano, al Corriere Lombardo, per il quale segue, come inviato, i grandi fatti internazionali.
Celebri i suoi reportages da Budapest invasa nell'ottobre del 1956 (ne ricaverà anche un romanzo, Le notti di Kadàr). Nell'ottobre 2000 il governo ungherese ha voluto premiarlo, a 45 anni di distanza dai fatti, per il contributo dato, con i suoi reportages, al popolo dell'Ungheria oppressa. Subito dopo era volato nell'Algeria in fiamme, per poi seguire, giorno dopo giorno, il dramma del Frejus. Dopo un'ulteriore esperienza a La Notte Raffaelli prende in mano un settimanale che vende poche decine di migliaia di copie e, in pieno boom della televisione, si mette a far concorrenza al Radiocorriere TV. Settimana radio tv, la testata di Raffaelli, spopola: in pochi anni tocca quota 600 mila copie e diventa il più popolare settimanale del settore.
A metà degli anni sessanta Raffaelli entra alla Rizzoli Editore dove resterà moltissimi anni, prima come inviato per le maggiori testate del gruppo, poi come responsabile delle sedi di Roma e di Parigi. Dall'inizio degli anni ottanta torna a Bologna, città a lui molto cara per le parentele di parte materna (i Ferrari-Borri erano farmacisti sotto le Due Torri): qui scrive per quasi venti anni, libri sul costume, la cultura e la storia di Bologna e dell'Emilia-Romagna.

## Opere
- Le notti di Kadar, 1986, Grafis editore;
- I segreti di Bologna, 1992, Grafica editoriale;
- Bologna e l'acqua, 1995, Inedita;
- Bologna, i commerci, i mestieri, le professioni, 1996, Inedita;
- Napoleone a Bologna, 1996, Inedita;
- Capitani coraggiosi (I grandi imprenditori dell'Emilia-Romagna), 3 volumi, 1996-1997-1998, Inedita;
- I luoghi del piacere, 1998, Grafiche dell'Artiere-Inedita;
- Gemelle in nero, 1999, Re Enzo;
- Sulle strade del Terzo Millennio, 2000, Inedita;
- Cara Bologna, 2000, Renografica;
- Scopri l'Emilia-Romagna, 2001, Inedita;
- I 100 anni del Circolo Tennis Bologna, 2002;
- Scopri l'Emilia-Romagna, moda e società, 2002, Inedita;

### Con Fabio Raffaelli
- Passeggiate in Toscana e Umbria, 1984, Newton Compton editori;
- Passeggiate bolognesi, 1985, Newton Compton editori;
- Il Nettuno si racconta, 1989, Grafica editoriale;
- Monaco 50 Grand Prix, 1992, Arnaldo Forni editore;
- Terra di piloti e di motori, 1995, Artioli editore;
- Magia di Imola, 1996, Inedita;
- Hollywood di casa nostra, 1996, Franco Panini editore;
- Grandi teatri, grandi voci, 1996, Artioli editore;

### Con Athos Vianelli
- Le strade di Bologna (4 volumi), 1989, Newton periodici;

| Controllo di autorità | VIAF (EN) 64104124 · ISNI (EN) 0000 0000 2956 5938 · SBN CFIV029272 · LCCN (EN) n85803862 · BNF (FR) cb12466219s (data) |